# デキシー・クレメッツ
デキシー・クレメッツ（Dixie Clemets）は、コナミデジタルエンタテインメントの女子プロレスゲーム『ランブルローズ』の登場人物。声優は甲斐田裕子。

## 概要
テキサスで大牧場を営む名士の娘であるデキシーは、実家の牧場を手伝いながら、町の保安官として保安官事務所で働いている。運動神経抜群の彼女は子供の頃からロデオコンテストでは負け知らず。その上明るい性格でもあったから、小さな頃から地元テキサスでは美人コンテストを総ナメにして、最近ではテキサスの「お嫁さんにしたい女性」の1位にランクした。テキサス一のカウガールとして全米から愛されている。
ある日、尊敬する女性レスラー「カミカゼ・ローズ」の娘である日ノ本零子が、ランブルローズ(以下RR)に参加することを耳にしたデキシーは、伝説のレスラーの忘れ形見に興味を抱き、大会参加を表明した。またRRに参戦したもう一つの理由は、「最も強く最も美しい女……」という大会のキャッチコピーに惹かれ為である。
RRプロデューサーの内田明理によれば、デキシーはRR全体のイメージになった、アメリカの象徴的なキャラである。
内田によれば自分より体重の重い女性をゲームに出したかったと言う。でかくてキレイで重い女性キャラクターという夢が、デキシーには詰まっている。
RRの最初に見せられた企画書には、デキシーのお尻だけが載っており、CGで描写された彼女のお尻のセルライトのディティールがとてもリアルだった事から、RRのキャラクターデザインと監修を担当した佐藤徳嘉は「これはイケる」と確信したと言う。
2020年には、コナミグループ公式サイトのクリエイター求人情報ページに掲載された50周年記念イラストで、日ノ本零子と共に、『メタルギア』『ラブプラス』『悪魔城ドラキュラ』『がんばれゴエモン』『サイレントヒル』などのコナミキャラクターの一員として登場した。

## 人物
勝ち気な性格で、テキサス女は命令されるのが大嫌いと明言する通り、大会から去るように言う紅影の忠告を聞き入れなかった。また、相手の挑発には負けじと言い返す。
腕っぷしが強くランブルローズでは連戦連勝で、時間がある時はハーレーに乗って大陸横断道をぶっ飛ばしている。
「掛かってきな！」が口癖で、面識の無い相手とはリング上で長々と会話するのを好まず、すぐさま試合を始めるように言う事が多い。
ランブルローズの試合には一戦ごとに全力で挑んでおり、明らかに手を抜きわざと勝利を譲ったとアナスタシアに対しては激怒している。一試合毎に全力を出す為、ストーリモードでは、試合の後はかなり疲弊している場合が多く、レディーX サブスタンスを含めた三連戦後では、立っているのもやっとという状況まで追い込まれている。
自分のバストが大きい事を誂われるのが苦手で、アイグルに「立派なお乳」と評された時やキャンディ・ケインに「なに食ったら、そんな胸になんの？」と聞かれた際には、赤面し急いで試合を開始するよう促している。またインタビューで、バストサイズを聞かれた際には数値を答えるものの「……どうして男ってこればっかなの？」と呆れており、今まで男性から卑猥な視線を向けられて苦労している様子を匂わせた。
インタビューでは、好きなタイプは働き者で、動物が好きな無口で力が強い男性を上げており「やっぱり、男は強くなくちゃ」と答えている。写真集「RUMBLE ROSES BEST SHOT」(以下BEST SHOT)のインタビューによれば、一分一秒でも早く身を固めたいと語るが、ほとんどの男性が自分を前にするとビビリ入ってしまう事を憂いていた。
自己評価は高く、ルックスとボディに自信を持っており、テキサス娘は情が深いという評判の通りの性格だと自己分析している。そんな完璧を誇る彼女に唯一の弱点が“歌が下手”なことで、アイーシャのストーリーモードでは彼女から指摘されている。

### 漫画版
電撃マオウの漫画版では、デキシーはマイペースな性格をしており、事ある毎にアイーシャを振り回している。
喜怒哀楽が極端な部分があり、目当ての零子の情報が手に入りそうな時には目を輝かせるが、手に入らないと分かるとテンションがガタ落ちになった。零子と遂に対面した時はハグをした。
零子の反応を試す為、背後から右パンチで奇襲を仕掛けるなど、好戦的な一面も。しかし、零子がその時の回避が原因で左足をくじいてふらついた際には心配して駆け寄るなど優しさを見せた。試合で零子の左足が完治していないのを察知した際には、一旦、試合を中断し、観客へ向けて、自分の不注意で彼女に怪我をさせてしまった事を公表し、零子の闘志を引き出して、メインイベントを最高のものに演出することを約束すると、配慮を見せた。デキシーは「もちろん勝つのは私だけど」と最後に付け加えたが、彼女の試合に対する姿勢は、対戦相手の弱点さえドラマとして引き出し、試合を作り上げる舞台人、ベビーフェイスの闘い方なのだと零子を感動させた。
ゲーム中のようにアイーシャと険悪な仲ではなく、ハイスクール時代から彼女に憧れのカミカゼ・ローズの話や実家の牛の話を自慢げに喋ったり、プロレス技の実験台にするなど、昔から良好な関係を保っている。アイーシャに頼んで、彼女の資金と人脈を使って、零子に会うという目的を達成しようとする。
カミカゼ・ローズに憧れて格闘技を始め、実家の農場で牛相手に自然と鍛え上げられた飛び抜けた腕力で各州の団体を荒らし回る内に「テキサスの斧」という二つ名を付けられた。その筋力は、右腕のクローズラインだけで、零子をリングロープに吹き飛ばす程である。
所属はフリーで、米女子プロレス界期待の超新星としてなったデキシーは、恵まれた体格とその美しさを武器に、数々のトーナメントを荒らし「テキサスの猛牛」と呼ばれ恐れられている。ランブルローズでは一番人気選手で、大会の看板レスラー。
当初、日本語を話す事は出来なかったが、日本に向かう飛行機内でリスニング学習を行い習得した。

## 格闘スタイル
デキシーは暴れ牛をヘッドロックでなぎ倒すほどのパワーファイターで、その恵まれた体躯を活かし、180cmという長身から繰り出される豪快な打撃攻撃、フラップジャックスタナーを始めとしたパワフルな投げ技を得意としている。しかし、テクニックに頼るようなファイトは不向きで、あまり複雑なサブミッション技は持っていない。

## 技の解説

### リーサルムーブ
デキシーバスター
サブミッション、RRで使用。仰向けダウン中の相手の脚側にいる時に発動可能で、相手の脚を四の字に組みつつ腕で引き上げ、そのままブレーバスターのようには背後に投げ飛ばす。その反動を利用し、相手の腰に飛び乗って、脚を極める。
サイコドライバー
スープレックス、RRXXで使用。相手をリングサイドに持ち上げ、腹部に強烈な右キックを叩き込んだ後、両脚を組ませてその部分と首を掴み、リングに叩きつける。

### キラームーブ
フラップジャックスタナー
スープレックス、RRで使用。相手の身体を軽々と空中に投げ上げ、落ちてきたタイミングでスタナーを決める。頭上に投げ上げた時の高さは尋常でなく、マットギリギリまで沈み込みながら仕掛けることで、デキシーのパワーと技の威力が数倍に引き上げられている。
漫画では十二話「突破」の零子戦で使用、アナウンサーの解説によればデキシーの十八番。ハイキックで体勢が崩れた零子に畳み掛けるように仕掛け、彼女に膝を突かせた。
デキシーバスター
前作のリーサルムーブと同様の技、RXXで使用。

### Hムーブ
ダブルブリッジホールド
サブミッション、RRとRRXXで使用。相手の両脚を脇に抱え持ち、逆さ吊りに引き上げると同時に、両脚で相手の腕を押さえ込んで、そのまま背後に倒れ込みボディを極める。デキシーの圧倒的な力により、仰向けでエビ反り状態にされた相手は、両手両足を無様に広げられ、開かれた股はもちろん観客には丸見え状態の為、苦痛と羞恥に顔を歪める事しか出来ない。
相手はHKOの際、マットを叩いてタップアウトする。

## その他の関連作品
- ラブプラス
  - ヒロインの一人姉ヶ崎寧々のアルバイト先であるファミリーレストラン「デキシーズ」は、デキシーが元ネタである。
- ラブプラス+
  - もえろ!対戦ぱずるだま(ラブプラス＋)に対戦相手としてデキシーが登場する。
- NEWラブプラス
  - もっともえろ！対戦ぱずるだま(NEWラブプラス)に対戦相手としてデキシーが登場する。
- FRONTIER GATE Boost+
  - 2013年4月11日よりダウンロードコンテンツとして、デキシーのコスチューム（防具レシピ）が配信された。デキシーコスチューム（上）、デキシーコスチューム（下）、デキシーグローブ、デキシーブーツを装備する事で、デキシーの格好を再現出来る[33]。